# Buró de investigación política

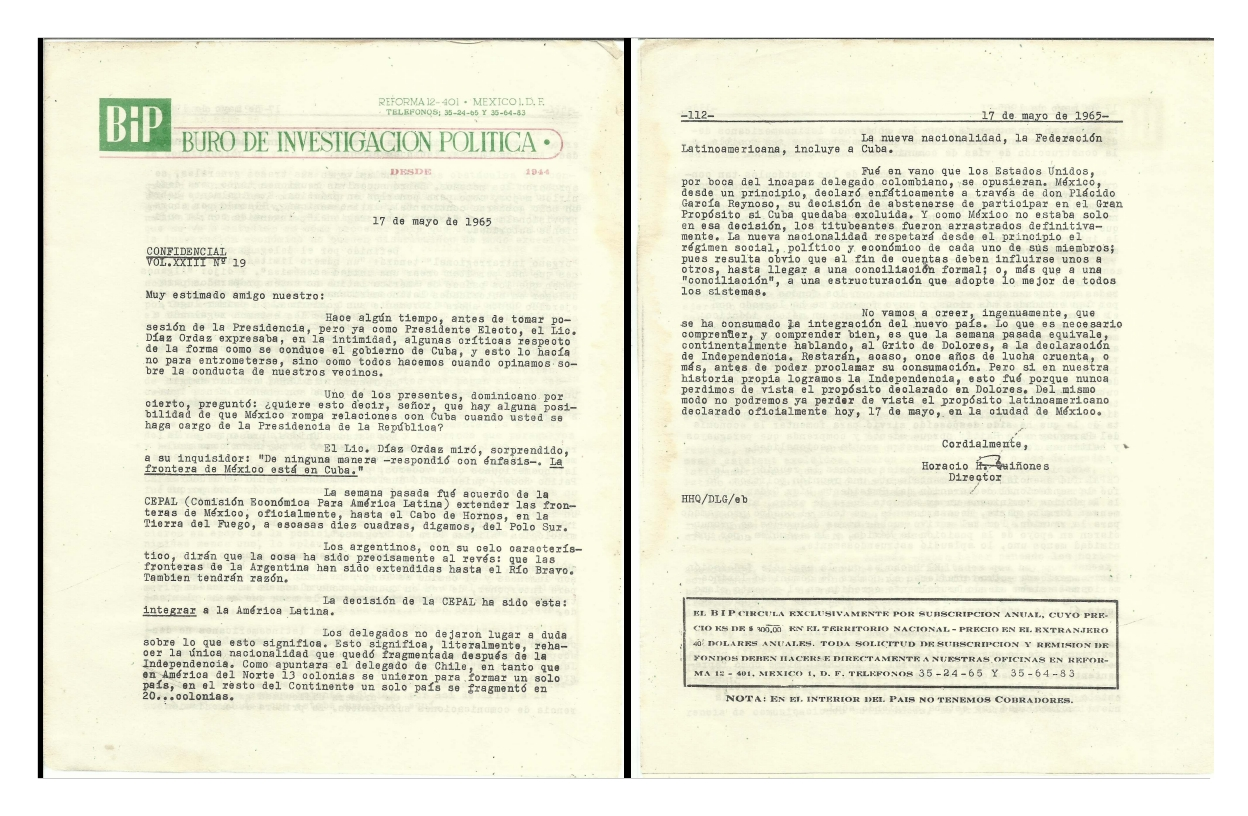
Confidencial, no. 19, 17 de mayo de 1965

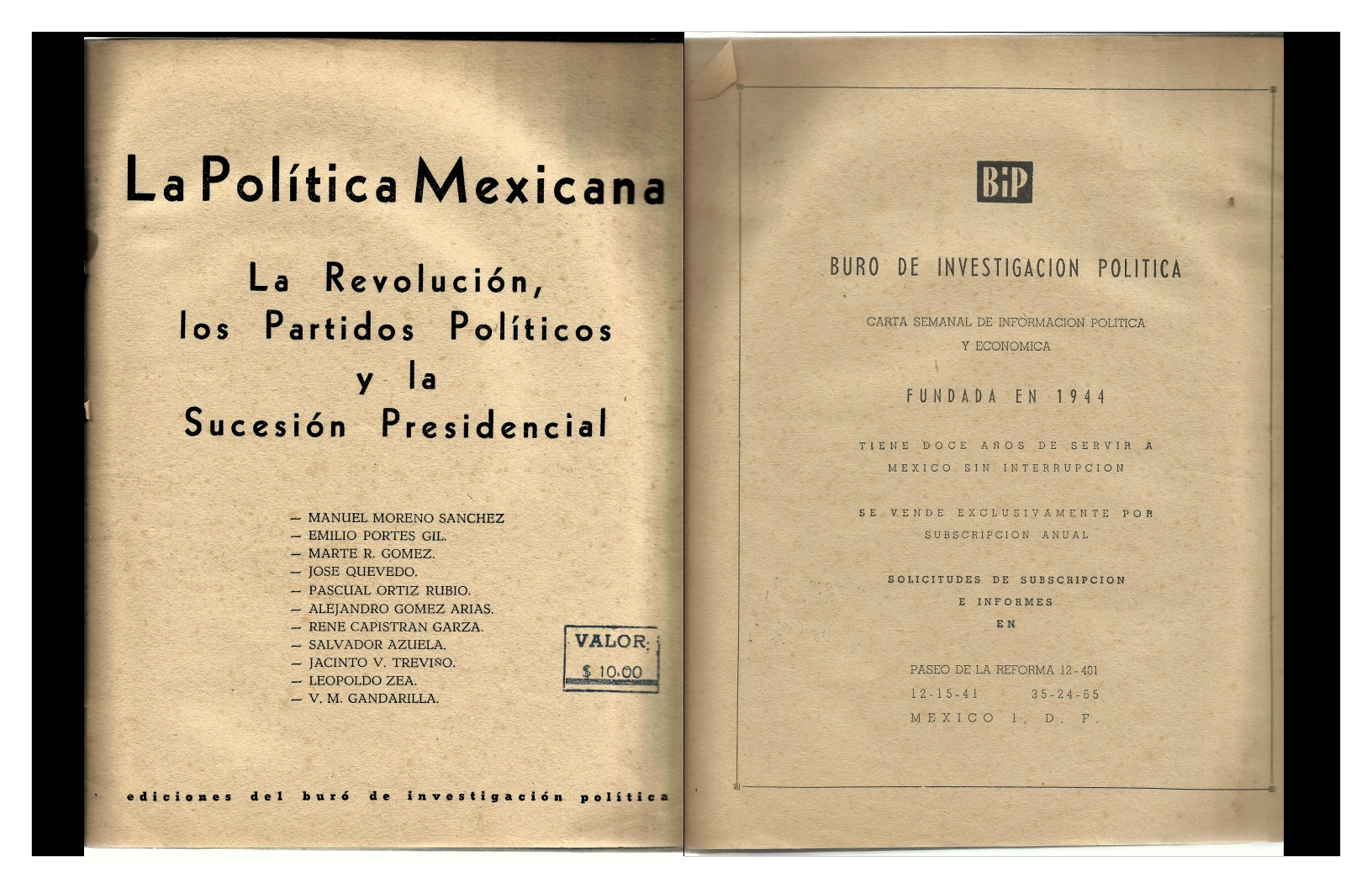
La política mexicana, la revolución, los partidos y la sucesión presidencial. Ediciones del Buró de investigación política.

Buró de investigación política fue un semanario de análisis político de tiraje reducido y distribuido solo por subscripción, con sede en la Ciudad de México que se publicó ininterrumpidamente entre 1944 y 1983. Fue fundado y dirigido por Horacio Quiñones.
Era común que escribiera bajo seudónimo, los más usados fueron Andrés de Guevara y V.M.Gandarilla.Existen ejemplares en bibliotecas públicas en México y en otros países y en colecciones particulares.